# Inför Guds himlatron
Inför Guds himlatron är en psalm av Britt G. Hallqvist, skriven år 1958. Melodin (Bb-dur, 3/4/2/4) av Lars Edlund komponerades år 1958. Den publicerades först i Kyrkovisor för barn utgiven av Svenska kyrkans centralråd.
Texten blir fri för publicering 2067.

## Publicerad som
- Nr 792 i Kyrkovisor för barn under rubriken "Uppståndelsen, domen och det eviga livet".
- Nr 613 i Den svenska psalmboken 1986 under rubriken "Tillsammans i världen".
- Nr 126 i Finlandssvenska psalmboken 1986 under rubriken "Mikaelidagen" med en melodi av Gottfrid Gräsbeck, 1982.